# بهرام اسماعیلی
بهرام اسماعیلی (زادهٔ ۲۷ اسفند ۱۳۵۹ در بابلسر) بازیکن سابق فوتبال اهل ایران است.
او به عنوان بازیکن در باشگاه‌های پرسپولیس تهران، پاس تهران، فجر سپاسی شیراز، نساجی مازندران، برق شیراز و داماش تهران حضور داشته‌است.
وی همچنین سابقهٔ عضویت در تیم ملی نوجوانان ایران و تیم ملی جوانان ایران را نیز دارد. او که سابقهٔ کاپیتانی تیم ملی جوانان ایران را دارد، به همراه این تیم در جام جهانی زیر ۲۰ سال (جوانان) در سال ۲۰۰۱ حضور داشت.
اسماعیلی در فینال جام حذفی ۸۰–۱۳۷۹ در هر دو بازی رفت و برگشت برای تیم فجر سپاسی شیراز گلزنی کرد تا در قهرمانی این تیم در این جام نقش مهمی داشته باشد.

## افتخارات
- لیگ برتر
- قهرمانی در لیگ برتر فوتبال ایران ۸۳–۱۳۸۲ به همراه تیم پاس تهران
- جام حذفی
- قهرمانی در جام حذفی فوتبال ایران ۸۰–۱۳۷۹ به همراه تیم فجر سپاسی شیراز